# Jutro
Jutro – jugosłowiański zespół, powstały w 1972 roku.
Pierwszy zespół, w którym występowali Goran Bregović i Željko Bebek. Niebawem przekształcił się w Bijelo dugme – jugosłowiański zespół rockowy, który zmienił oblicze rocka w Jugosławii.

## Dyskografia
2 single wg katalogu Discogs.
- Ostajem tebi/Sad te vidim (1972)
- U subotu mala/ Kad bih bilo bijelo dugme (1973)